# Beit Furik
Beit Furik, en arabe : بيت فوريك, est une ville du gouvernorat de Naplouse en Palestine,  située à 9 km au sud-est de Naplouse, au centre de la Cisjordanie.
Selon le recensement du bureau central palestinien des statistiques, la localité compte une population de 13 477 habitants en 2017.